# 瑞克和莫蒂 (第七季)
美國電視科幻情景喜劇動畫《瑞克和莫蒂》第七季於2023年10月15日首播，並於12月17日完結，共播出10集。本季在2020年5月的第四季播出前已被續訂，也是第一個賈斯汀·羅蘭德未參與製作的季度。

## 配音和角色

### 主要角色
- 伊恩·卡多尼 聲演 瑞克·桑切斯
- 哈利·比爾登 聲演 莫蒂·史密斯（英语：Morty Smith）
- 克里斯·帕內爾 聲演 傑瑞·史密斯：瑞克的女婿兼莫蒂的父親。
- 史賓瑟·葛拉莫（英语：Spencer Grammer） 聲演 桑美·史密斯：瑞克的外孫女兼莫蒂的姐姐。
- 莎拉·查爾克 聲演 貝絲·史密斯：瑞克的女兒兼莫蒂與桑美的母親，是一名獸醫。

## 集數
| 總集數 | 集數 （季） | 標題 | 導演        | 編劇                             | 首播日期       | 製作 代碼 | 美國收視人數 （百萬） |
| ------ | ----------- | ---- | ----------- | -------------------------------- | -------------- | --------- | --------------------- |
| 62     | 1           |      | 盧卡斯·格雷 | 尼古拉斯·瑞瑟福德                | 2023年10月15日 | RAM-701   | 0.42                  |
| 63     | 2           |      | 林慶熙      | 阿爾布羅·倫迪、詹姆斯·西西里亞諾 | 2023年10月22日 | RAM-702   | 0.47                  |
| 64     | 3           |      | 雅各·海爾   | 亞歷克斯·魯本斯                  | 2023年10月29日 | RAM-703   | 0.36                  |
| 65     | 4           |      | 盧卡斯·格雷 | 海瑟·安妮·坎貝爾                 | 2023年11月5日  | RAM-704   | 0.44                  |
| 66     | 5           |      | 雅各·海爾   | 阿爾布羅·倫迪、詹姆斯·西西里亞諾 | 2023年11月12日 | RAM-705   | 0.46                  |
| 67     | 6           |      | 雅各·海爾   | 柯迪·齊格拉                      | 2023年11月19日 | RAM-709   | 0.40                  |
| 68     | 7           |      | 林慶熙      | 艾莉克斯·宋-夏                   | 2023年11月26日 | RAM-708   | 0.49                  |
| 69     | 8           |      | 盧卡斯·格雷 | 羅伯·施拉布                      | 2023年12月3日  | RAM-707   | 0.38                  |
| 70     | 9           |      | 林慶熙      | 傑瑞米·吉爾福、史考特·馬德       | 2023年12月10日 | RAM-706   | 0.29                  |
| 71     | 10          |      | 尤金·黃     | 海瑟·安妮·坎貝爾                 | 2023年12月17日 | RAM-710   | 0.45                  |

## 製作

### 發展
本季屬於影集的作者賈斯汀·羅蘭德和丹·哈蒙與Adult Swim在2018年續訂的未限定季數的70集中的一部分。其中30集已作為第四、五、六季播出，目前尚剩餘40集。

### 選角
由於賈斯汀·羅蘭德被指控家暴而被本季的製作中除名。但Adult Swim也為本劇的兩名主角尋找「聲音相似」的配音人才。其餘配音員如克里斯·帕內爾、史賓瑟·葛拉莫和莎拉·查爾克將回歸聲演史密斯一家。

### 羅蘭德被解僱
賈斯汀·羅蘭德在2023年1月24日被指控犯下重罪後，Adult Swim宣佈與羅蘭德解除合約並解僱他，因此本季為羅蘭德參與本劇所有製作的最後一季，包含聲演瑞克和莫蒂，這也是Justin Roiland's Solo Vanity Card Productions製作的最後一季。

## 發行
《瑞克和莫蒂》第七季將於2023年10月15日首播，本季每集的標題於同年8月31日在社群平台公佈。

## 外部連結
- 《瑞克和莫蒂 (第七季)》各集列表 来自互联网电影数据库